# SMS Grosser Kurfürst (1913)
De SMS Grosser Kurfürst was een slagschip in de König-klasse, de tweede uit een reeks van vier. De Grosser Kurfürst was in dienst bij de Duitse Kaiserliche Marine tijdens de Eerste Wereldoorlog.
De kiel werd in oktober 1911 gelegd en op 5 mei 1913 te water gelaten. Ze nam dienst bij de Hochseeflotte op 30 juli 1914, enkele dagen voor het uitbreken van de oorlog tussen het Duitse Keizerrijk en Groot-Brittannië. De naam betekent Grote Keurvorst en verwijst naar Frederik Willem I, de prins-keurvorst van Brandenburg. De Grosser Kurfürst was bewapend met tien 30,5 cm-kanonnen in vijf dubbele torens en kon een snelheid van 21 knopen (39 km/h) halen.

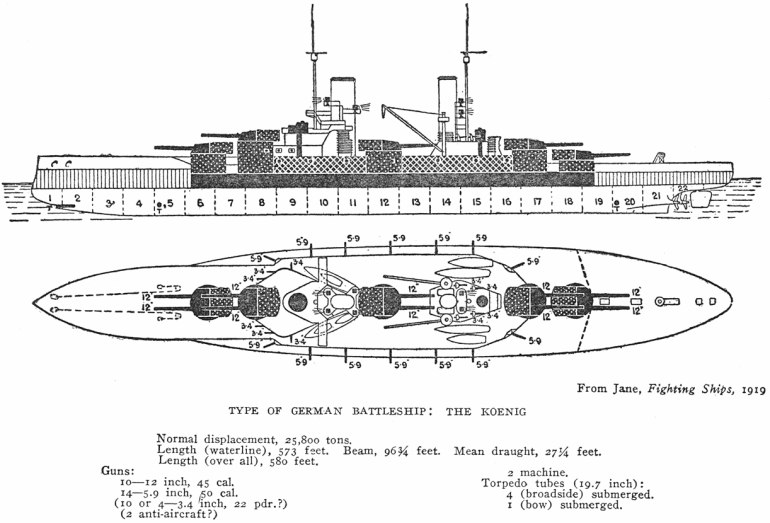
Tekening van de König-klasse

Samen met haar drie zusterschepen König, Markgraf en Kronprinz nam de Grosser Kurfürst  deel aan de meeste vlootacties tijdens de oorlog, met inbegrip van de Slag bij Jutland op 31 mei en 1 juni 1916. Tijdens deze slag vloog het schip in brand, maar de schade was uiteindelijk beperkt. Ze beschoot Russische posities op eilanden in de Oostzee tijdens operatie Albion in september en oktober 1917. Het schip was ook betrokken bij enkele ongevallen tijdens haar carrière: ze botste met de König en de Kronprinz, raakte meerdere malen de grond, werd een keer getorpedeerd en liep op een zeemijn.
Na de nederlaag van Duitsland en de ondertekening van de wapenstilstand op 11 november 1918 werd de Grosser Kurfürst, samen met de meeste Duitse slagschepen, geïnterneerd door de Royal Navy in Scapa Flow. Het schip werd ontwapend en de bemanning bleef beperkt terwijl de geallieerden de definitieve voorwaarden van het Verdrag van Versailles vastlegden. Op 21 juni 1919, enkele dagen voor de ondertekening van het laatstgenoemde verdrag, beval admiraal Ludwig von Reuter dat de bemanning alle schepen gecontroleerd moest laten zinken, om te voorkomen dat deze definitief in Britse handen zouden vallen. In tegenstelling tot haar zusterschepen werd het wrak van de Grosser Kurfürst wél weggehaald (in 1938) en vervolgens in Rosyth opgebroken.